# Кровиці
Кровиці (пол. Krowice, нім. Kühnfelde) — село в Польщі, у гміні Любранець Влоцлавського повіту Куявсько-Поморського воєводства.
Населення — 184 особи (2011).
У 1975-1998 роках село належало до Влоцлавського воєводства.

## Демографія
Демографічна структура станом на 31 березня 2011 року:
|          | Загалом | Допрацездатний вік | Працездатний вік | Постпрацездатний вік |
| -------- | ------- | ------------------ | ---------------- | -------------------- |
| Чоловіки | 103     | 29                 | 65               | 9                    |
| Жінки    | 81      | 15                 | 46               | 20                   |
| Разом    | 184     | 44                 | 111              | 29                   |